# Prix de la Saint-Laurent
Le Prix de la Saint-Laurent est une course cycliste française disputée le deuxième mardi du mois d'aout à Montpinchon, dans le département de la Manche (Normandie). Créée en 1958, l'épreuve principale fait partie du calendrier national de la Fédération française de cyclisme. 
De 1998 à 2019, une manche réservée aux coureurs espoirs (moins de 23 ans) est organisée avant la tenue de l'épreuve élite. Le Prix de la Saint-Laurent juniors est également couru début août pour les coureurs juniors (moins de 19 ans) depuis 1973.

## Palmarès

### Élites
| Année | Vainqueur             | Deuxième               | Troisième                |
| ----- | --------------------- | ---------------------- | ------------------------ |
| 1958  | Jean-Claude Been      | Marie                  | Lefèvre                  |
| 1959  | Pierre Marion         | Jacques Hurel          | Manoury                  |
| 1960  | André Cloarec         | Michel Faye            | Jean-Claude Lebaube      |
| 1961  | Jean-Claude Wuillemin | André Gislard          | Pierre Marion            |
| 1962  | Jacques Hurel         | Ian Moore (en)         | Georges Pontais          |
| 1963  | Jacques Hurel         | Léon Mabire            | Julien Durand            |
| 1964  | Raymond Lebreton      | Jean Cos               | Julien Durand            |
| 1965  | Cyrille Guimard       | Bernard Guyot          | Claude Lechatellier      |
| 1966  | Cyrille Guimard       | André Desvages         | Peter Hill (en)          |
| 1967  | Lucien Bourdin        | Daniel Vermeulen       | Léon Mabire              |
| 1968  | Daniel Leveau         | Robert Lucas           | Daniel Ducreux           |
| 1969  | Claude Lechatellier   | Michel Lemaignan       | Charly Rouxel            |
| 1970  | Dave Rollinson (en)   | Raymond Martin         | Peter Hill (en)          |
| 1971  | Raymond Martin        | Patrice Testier        | Alain Nogues             |
| 1972  | Alain Meslet          | Patrice Testier        | André Chalmel            |
| 1973  | Jacky Chan-Tsin       | André Corbeau          | Daniel Yon               |
| 1974  | Louis Coquelin        | André Chalmel          | Jacky Chan-Tsin          |
| 1975  | Paul Mabire           | René Leroy             | Louis Coquelin           |
| 1976  | François Leveau       | Daniel Leveau          | Jacky Chan-Tsin          |
| 1977  | Daniel Leveau         | Michel Rauline         | Jean-Marie Paporé        |
| 1978  | Daniel Leveau         | Paul Mabire            | Michel Lemaignan         |
| 1979  | Daniel Leveau         | Marceau Pilon          | Michel Riou              |
| 1980  | Daniel Leveau         | Serge Coquelin         | Michel Rauline           |
| 1981  | Marceau Pilon         | John Mangan (en)       | Robert Swales            |
| 1982  | Håkan Jensen          | Claude Carlin          | Pascal Churin            |
| 1983  | Jean-Michel Avril     | Joël Hurel             | Chris Greaves            |
| 1984  | Henryk Charucki (pl)  | Thierry Marie          | François Lemarchand      |
| 1985  | Philippe Dalibard     | Marceau Pilon          | Richard Vivien           |
| 1986  | Philippe Adam         | Philippe Hodge         | Christophe Gicquel       |
| 1987  | Philippe Goubin       | Thierry Bonvoisin      | Laurent Pillon           |
| 1988  | Branton Wild          | Johnny Soulet          | Dominique Chignoli       |
| 1989  | Philippe Goubin       | Frédéric Prudhomme     | Patrick Le Goallec       |
| 1990  | Jean-Philippe Yon     | Philippe Gontier       | Raymond Gaugain          |
| 1991  | Branton Wild          | Laurent Eudeline       | Conor Henry (en)         |
| 1992  | Raymond Gaugain       | Nikolai Galitchanine   | Marek Kraniski           |
| 1993  | Raymond Gaugain       | Sébastien Hatton       | Stéphane Pétilleau       |
| 1994  | Arnaud Leroy          | Claude Carlin          | Régis Yon                |
| 1995  | Régis Yon             | Laurent Eudeline       | Jean-Philippe Yon        |
| 1996  | Jean-Philippe Rouxel  | Lionel Guest           | Fabrice Henry            |
| 1997  | Fabrice Parent        | Michel Lallouët        | Jean-Christophe Thibault |
| 1998  | Michel Lallouët       | Jean-Philippe Yon      | Piotr Przydział          |
| 1999  | Christophe Thébault   | Frédéric Ruberti       | Paweł Niedźwiecki (pl)   |
| 2000  | Alexandre Grux        | Sylvain Lavergne       | François Leclère         |
| 2001  | Nicolas Méret         | Fabrice Parent         | Jean-Philippe Yon        |
| 2002  | Stéphane Bellicaud    | Jean-Christophe Péraud | Karl Zoetemelk           |
| 2003  | Samuel Plouhinec      | Damien Folgar          | Freddy Ravaleu           |
| 2004  | Charles Guilbert      | Frédéric Delalande     | Frédéric Lecrosnier      |
| 2005  | Fabrice Jeandesboz    | Jean-Philippe Yon      | Tony Cavet               |
| 2006  | Tony Cavet            | Sylvain Cheval         | Ludovic Martin           |
| 2007  | Stéphan Ravaleu       | Aurélien Ribet         | Julien Guay              |
| 2008  | Samuel Plouhinec      | Tony Cavet             | Fabien Taillefer         |
| 2009  | Arnaud Molmy          | Guillaume Malle        | Rudy Lesschaeve          |
| 2010  | Julien Guay           | Renaud Pioline         | Tony Hurel               |
| 2011  | Freddy Bichot         | Mickael Olejnik        | Alo Jakin                |
| 2012  | Yann Guyot            | François Bidard        | Cyrille Patoux           |
| 2013  | Julien Guay           | Cédric Gaoua           | Jules Pijourlet          |
| 2014  | Yann Guyot            | Tomasz Olejnik         | Samuel Plouhinec         |
| 2015  | Fabien Schmidt        | Erwan Brenterch        | Fabrice Seigneur         |
| 2016, | Yann Guyot            | Fabien Schmidt         | Antoine Leplingard       |
| 2017, | Maxime Renault        | Risto Raid             | Alexis Guérin            |
| 2018, | Matis Louvel          | Maxime Cam             | Nicolas Prodhomme        |
| 2019  | Dylan Kowalski        | Clément Saint-Martin   | Jean-Louis Le Ny         |
| 2020, | Maxime Pasturel       | Kévin Le Cunff         | Nicolas Debeaumarché     |
| 2021  | Romain Bacon          | Mathis Le Berre        | Jason Tesson             |
| 2022  | Adrien Guillonnet     | Hugo Thirotel          | Aurélien Le Lay          |
| 2023  | Damien Bodard         | Swann Gloux            | Gaspard André            |
| 2024  | Lenaic Langella       | Louka Lesueur          | Florian Rapiteau         |
| 2025  | Guillaume Adam        | Thomas Garel           | Jean-Louis Le Ny         |

### Espoirs
| Année | Vainqueur           | Deuxième              | Troisième            |
| ----- | ------------------- | --------------------- | -------------------- |
| 1996  | Jacques Fullard     | Mickaël Hacques       | Mickaël Kergreis     |
| 1997  | Cédric Jourdan      | Frédéric Drillaud     | Stéphane Bergès      |
| 1998  | Franck Pencolé      | Aidan Duff            | Gaël Moreau          |
| 1999  | Yuriy Krivtsov      | Alexandre Bernard     | Morten Hegreberg     |
| 2000  | Mickael Olejnik     | Lionel Georget        | Arnaud Morice        |
| 2001  | Emmanuel Berger     | Robin Sharman (en)    | Nicolas Crosbie      |
| 2002  | Éric Berthou        | Lloyd Mondory         | Manuel Michot        |
| 2003  | Carl Naibo          | Jean-Christophe Avril | Romain Chollet       |
| 2004  | Amaël Moinard       | Vincent Cantero       | Mickaël Malle        |
| 2005  | Fabrice Jeandesboz  | Christopher Esch      | Vincent Graczyk      |
| 2006  | Mickaël Larpe       | Sylvain Cheval        | Alexandre Roger      |
| 2007  | Yann Guyot          | Denis Cioban          | Olivier Migné        |
| 2008  | Fabien Taillefer    | Matthieu Beaumais     | Mathieu Halléguen    |
| 2009  | Romain Chaudoy      | Arnaud Molmy          | Nicolas Edet         |
| 2010  | Warren Barguil      | Nicolas David         | Christopher De Souza |
| 2011  | Romain Cardis       | Anthony Saux          | Benoît Jarrier       |
| 2012  | Benoît Poitevin     | Anthony Saux          | Fabrice Seigneur     |
| 2013  | Alexis Gougeard     | Benoît Poitevin       | Pierre Gouault       |
| 2014  | Kévin Guillot       | Vadim Deslandes       | Marc Fournier        |
| 2015  | Baptiste Constantin | Romain Faussurier     | Adrien Legros        |
| 2016  | Damien Touzé        | Benoît Cosnefroy      | Vadim Deslandes      |
| 2017, | Florian Cam         | Enzo Anti             | Julian Lino          |
| 2018, | Stuart Balfour      | Ewen Henrio           | Alan Jousseaume      |
| 2019  | Paul Lapeira        | Killian Briand        | Nicolas Malle        |
| 2020  | annulé              | annulé                | annulé               |

### Juniors
| Année     | Vainqueur                          | Deuxième                           | Troisième                          |
| --------- | ---------------------------------- | ---------------------------------- | ---------------------------------- |
| 1973      | Pierre Aubernon                    |                                    |                                    |
| 1974-1975 | Pas organisé ou résultats inconnus | Pas organisé ou résultats inconnus | Pas organisé ou résultats inconnus |
| 1976      | Pascal Churin                      |                                    |                                    |
| 1977      | Marc Madiot                        |                                    |                                    |
| 1978      | Serge Langevin                     |                                    |                                    |
| 1979      | Alain Dupont                       |                                    |                                    |
| 1980      | Philippe Ferey                     |                                    |                                    |
| 1981      | Philippe Bouvatier                 |                                    |                                    |
| 1982      | Guy Lepoittevin                    |                                    |                                    |
| 1983      | Éric Martin                        |                                    |                                    |
| 1984      | Pas organisé ou résultats inconnus | Pas organisé ou résultats inconnus | Pas organisé ou résultats inconnus |
| 1985      | Wiehmand                           |                                    |                                    |
| 1986      | Fortier                            |                                    |                                    |
| 1987      | Pas organisé ou résultats inconnus | Pas organisé ou résultats inconnus | Pas organisé ou résultats inconnus |
| 1988      | Denis Marie                        |                                    |                                    |
| 1989      | Didier Seyeux                      |                                    |                                    |
| 1990      | Emmanuel Debruyne                  |                                    |                                    |
| 1991      | Yvan Martin                        |                                    |                                    |
| 1992      | Anthony Bodé                       |                                    |                                    |
| 1993      | David Yon                          |                                    |                                    |
| 1994      | Arnaud Rouxel                      |                                    |                                    |
| 1995      | Nicolas Méret                      |                                    |                                    |
| 1996      | Grégory Dreux                      |                                    |                                    |
| 1997      | David Bulot                        |                                    |                                    |
| 1998      | Eddy Lembo                         |                                    |                                    |
| 1999      | Manuel Michot                      |                                    |                                    |
| 2000      | Pierrick Leclerc                   |                                    |                                    |
| 2001      | Cyrille Monnerais                  |                                    |                                    |
| 2002      | Gaëtan Guernion                    |                                    |                                    |
| 2003      | Alexandre Binet                    |                                    |                                    |
| 2004      | Maxime Hardy                       |                                    |                                    |
| 2005      | Kévin Denis                        |                                    |                                    |
| 2006      | Nicolas David                      | Anthony Penloup                    | Simon Gouédard                     |
| 2007      | Arnaud Courteille                  | Benoît Jarrier                     | Anthony Delaplace                  |
| 2008      | Johan Le Bon                       |                                    |                                    |
| 2009      | Mathieu Cloarec                    | Antoine Collin                     | Romain Guyot                       |
| 2010      | Alexis Gougeard                    | Étienne Briard                     | Vincent Colas                      |
| 2011      | Pierre-Henri Lecuisinier           | Alexis Gougeard                    | Guillaume Martin                   |
| 2012      | Axel Guilcher                      | Anthony Morel                      | Simon Sellier                      |
| 2013      | Hugo Bouguet                       | Damien Touzé                       | Benoît Cosnefroy                   |
| 2014      | Jules Roueil                       | Jules Rolland                      | Valentin Tortelier                 |
| 2015      | Keagan Girdlestone (en)            | Mathieu Burgaudeau                 | Mathieu Rigollot                   |
| 2016      | Enzo Anti                          | Nicolas Malle                      | Tanguy Turgis                      |
| 2017,     | Quentin Bertrand                   | Paul Lapeira                       | Axel Taillandier                   |
| 2018,     | Paul Lapeira                       | Hugo Toumire                       | Cyprien Gilles                     |
| 2019      | Nolann Mahoudo                     | Reuben Thompson                    | Mathis Le Berre                    |
| 2020      | Alexandre Francôme                 | Ewen Costiou                       | Brice Crublet                      |
| 2021,     | Brieuc Rolland                     | Victor Drouet                      | Marius Le Bars Bresson             |
| 2022      | Antoine L'Hote                     | Marius Le Bars Bresson             | Gabriel Berg                       |
| 2023      | Louis Leduc                        | Dorian Piquet                      | Clement Hebe                       |
| 2024      | Johan Chardon                      | Sohan Herpin                       | Baptiste Lecoq                     |
| 2025      | Paul Hélion                        | Alexis Brosseau                    | Dorian Posnic                      |